# All Right Now
All Right Now är en låt skriven av Paul Rodgers och Andy Fraser, lanserad av rockgruppen Free 1970 på skivbolaget Island Records. Låten släpptes som singel i maj 1970 och togs med på albumet Fire and Water. Albumversionen är runt 45 sekunder längre än singelversionen. Låten blev gruppens framgångsrikaste och blev en hit i många länder. Paul Rodgers har fortsatt framföra låten som soloartist eller med andra grupper långt efter det att Free upplösts.

## Listplaceringar
| Lista (1970)   | Position              |
| -------------- | --------------------- |
| Danmark        | 10 ("Pladetoppen")    |
| Finland        | 26                    |
| Flandern       | 10                    |
| Frankrike      | 4                     |
| Irland         | 5                     |
| Kanada         | 4 (RPM)               |
| Nederländerna  | 8                     |
| Norge          | 9 (VG-lista)          |
| Schweiz        | 4                     |
| Spanien        | 13                    |
| Storbritannien | 2                     |
| Sverige        | 8 (Kvällstoppen)      |
| Sverige        | 3 (Tio i topp)        |
| USA            | 4 (Billboard Hot 100) |
| Vallonien      | 6                     |
| Västtyskland   | 5                     |
| Österrike      | 6                     |